# Laos i olympiska sommarspelen 1988
Laos deltog i de olympiska sommarspelen 1988 med en trupp bestående av tre deltagare, men ingen av landets deltagare erövrade någon medalj.

## Boxning
| Boxare              | Gren            | 32-delsfinal                | Sextondelsfinal           | Åttondelsfinal       | Kvartsfinal          | Semifinal            | Final                |
| Boxare              | Gren            | Motståndare Resultat        | Motståndare Resultat      | Motståndare Resultat | Motståndare Resultat | Motståndare Resultat | Motståndare Resultat |
| ------------------- | --------------- | --------------------------- | ------------------------- | -------------------- | -------------------- | -------------------- | -------------------- |
| Phetsmone Sonnavanh | Bantamvikt      | Joilson Santana (BRA) L 5-0 | Gick inte vidare          | Gick inte vidare     | Gick inte vidare     | Gick inte vidare     | Gick inte vidare     |
| Bounmy Thephavong   | Light Flyweight |                             | Sadoon Aboub (IRQ) L RSCH | Gick inte vidare     | Gick inte vidare     | Gick inte vidare     | Gick inte vidare     |

## Friidrott
| Idrottare         | Gren               | Heat  | Heat      | Semifinal        | Semifinal        | Final            | Final            |
| Idrottare         | Gren               | Tid   | Placering | Tid              | Placering        | Tid              | Placering        |
| ----------------- | ------------------ | ----- | --------- | ---------------- | ---------------- | ---------------- | ---------------- |
| Mala Sakonninhorn | Damernas 100 meter | 15,12 | 64        | Gick inte vidare | Gick inte vidare | Gick inte vidare | Gick inte vidare |